# عز الدين بحر العلوم
عز الدين بحر العلوم (1352 هـ/ 1933 م- 1411هـ/ 1991 م). اسمه الكامل عز الدين بن علي بن هادي بن علي تقي بن محمد تقي بن محمد رضا بن محمد مهدي بحر العلوم. عالم مسلم وفقيه مجتهد شيعي جعفري إثنا عشري أصولي من مواليد محلة المشراق في النجف. من  تلامذة الشيخ حسين الحلي والسيد أبو القاسم الخوئي. كان أحد أعضاء لجنة علماء الدين التي شكلها الخوئي عقب اندلاع الانتفاضة الشعبانية عام 1991 لتسيير أمور المدينة وتنظيم شؤونها. اعتقلته الأجهزة الأمنية لحكومة صدام حسين مع جملة من مراجع الدين والعلماء عقب الانتفاضة الشعبانية ولم يفرج عنه، ولم يُلْقَ له أثر حتى بعد الاحتلال الامريكي للعراق 2003 حينما كُشف النقاب عن عشرات المقابر الجماعية في العراق. 

## الحياة الشخصية
متزوج ولديه خمسة ابناء، نشأ وترعرع في محلة المشراق إحدى محلات النجف القديمة. بدأ مشواره العلمي في مسجد الشيخ الطوسي شمال العتبة العلوية المقدسة. قرأ مقدّماته الأدبية والعلمية على يد أساتذة الحوزة العلمية ثم حضر دروس الأبحاث العالية عند جملة من مراجع النجف وعلمائها، وقد عنى به آية الله الشيخ حسين الحلي من الناحية الدينية وكان معلمه الأول حتى شبّ وتتلمذ على يديه في علوم الفقه والأصول فقرر البحث الخارج لأستاذه الحلي. كان من أساتذة الحوزة العلمية في النجف لسنين طوال حتى استفاد منه جمع كبير من طلبة العلوم الدينية، كما كان أمام الجماعة في الصحن الحيدري الشريف وفي مسجد السقاية.

## أساتذته
- السيد محسن الحكيم
- السيد ابو القاسم الخوئي
- الشيخ حسين الحلي

## مؤلفاته
1 ـ بحوث فقهية، تقريرات بحث استاذه الشيخ حسين الحلي.
2 ـ الحجر وأحكامه.
3 ـ اليتيم في القرآن والسنة.
4 ـ أضواء على شرح دعاء كميل.
5 ـ الطلاق أبغض الحلال إلى الله.
6 ـ الإنفاق في سبيل الله.
7 ـ التقليد في الشريعة الإسلامية.
8 ـ أنيس الداعي والزائر.
9 ـ المعجزة في نظر العلم. 

## دوره في الانتفاضة الشعبانية وظروف اعتقاله
شارك في تنظيم شؤون مدينة النجف وتسيير أمورها أبان الانتفاضة الشعبانية عام 1991، فقد اختاره المرجع السيد أبو القاسم الخوئي ضمن اللجنة العلمائية التي شكلها لتسيير أعمال المدينة. بعد قمع الحكومة العراقية آنذاك للانتفاضة الشعبانية، اعتقلت الاجهزة الأمنية والاستخباراتية التابعة لنظام صدام حسين، بتاريخ 24 مارس 1991، السيد عز الدين بحر العلوم بطريقة تعسفية مع السيد أبو القاسم الخوئي ومجموعة كبيرة من علماء ومراجع النجف، وكان جلهم من اللجنة التي شكلها الخوئي للحفاظ على المدينة، وكان من ضمن المعتقلين أيضا شقيقه السيد علاء الدين بحر العلوم. 

## الاختفاء القسري والإعدام
بعد سقوط حكومة صدام حسين عقب الاحتلال الأمريكي للعراق عام 2003م، تبين أن السيد عز الدين كان قد أعدم ضمن كوكبة من علماء الدين وطلبة العلوم الدينية الذين تم اعتقالهم، بعد قمع الانتفاضة، ولم يكن من الذين أفرج النظام عنهم كما آيات الله السيد الخوئي والسيد علي السيستاني والشيخ مرتضى البروجردي والشيخ علي الغروي والسيد محمد رضا الخرسان وغيرهم. وبعد فتح العشرات من المقابر الجماعية لم يتأتَ لعائلته الحصول على رفاته او تشخيص مكان إعدامه ودفنه لغاية الان وكما ورد في تقرير منظمة العفو الدولية الموسوم فقدان علماء الدين الشيعة وطلاب العلوم الدينية في العراق.  لتخليد ذكراه قامت أسرته بإهداء مكتبته الشخصية ومؤلفاته ومخطوطاته إلى مكتبة الروضة الحيدرية في العتبة العلوية المقدسة، كما وتأسست مدرسة دينية حملت اسمه سنة 2018 في المدينة القديمة في النجف.  